# Lek ej med kärleken (film)
Lek ej med kärleken är en svensk TV-film gjord förd TV-teatern 1961. Förlagan var pjäsen Lek ej med kärleken av Alfred de Musset, vilken hade översatts till svenska av Hjalmar Söderberg. För regin stod Bengt Lagerkvist.

## Rollista
- Erik "Bullen" Berglund – kören
- Carl Billquist – Perdican
- Helena Brodin – Camilla
- Lars Egge – Bridaina
- Margaretha Krook – Mlle. Pluche
- Monica Nielsen – Rosette
- Georg Rydeberg – baronen
- Åke Söderblom – Blasius